# Tallaringa Conservation Park
Tallaringa Conservation Park är en park i Australien. Den ligger i delstaten South Australia, omkring 840 kilometer nordväst om delstatshuvudstaden Adelaide.
Trakten runt Tallaringa Conservation Park är nära nog obefolkad, med mindre än två invånare per kvadratkilometer.. Det finns inga samhällen i närheten.
Omgivningarna runt Tallaringa Conservation Park är i huvudsak ett öppet busklandskap. Genomsnittlig årsnederbörd är 213 millimeter. Den regnigaste månaden är februari, med i genomsnitt 53 mm nederbörd, och den torraste är augusti, med 3 mm nederbörd.